# Chamelaucium
Chamelaucium (Desf., 1819) è un genere di piante appartenente alla famiglia delle Myrtaceae, originario dell'Australia occidentale.

## Tassonomia
All'interno del genere Chamelaucium sono incluse le seguenti 13 specie:
- Chamelaucium axillare F.Muell. ex Benth.
- Chamelaucium brevifolium Benth.
- Chamelaucium ciliatum Desf.
- Chamelaucium confertiflorum Domin
- Chamelaucium drummondii (Turcz.) Meisn.
- Chamelaucium gracile F.Muell.
- Chamelaucium heterandrum Benth.
- Chamelaucium marchantii Strid
- Chamelaucium megalopetalum F.Muell. ex Benth.
- Chamelaucium micranthum (Turcz.) Domin
- Chamelaucium pauciflorum (Turcz.) Benth.
- Chamelaucium uncinatum Schauer
- Chamelaucium virgatum Endl.